# Hawkeye (seriefigur)
Hawkeye (Clinton Francis Barton) (alias Ronin, Goliath) er en fiktiv superhelt i Marvel Comics. Hawkeye blev først optræd som en superskurk i Tales of Supense fra 1964. Han er partner og kærlige interesse til Black Widow. Han er blevet skabt af forfatter Stan Lee og kunstner Don Heck. Han er blevet spillet af Jeremy Renner fra filmen, og stemmelægge af Troy Baker fra tv show.

## Evner
Hawkeye er meget dygtig til at skyde pile med sin bueskytte. Han er blevet lært fra hans antihelt lærer Swordsman. Han blev kaldt Hawkeye fordi han er meget god til at sigte pile.
 Der er for få eller ingen kildehenvisninger i denne artikel, hvilket er et problem. Du kan hjælpe ved at angive troværdige kilder til de påstande, som fremføres i artiklen.

1. ↑  Navnet er anført på engelsk og stammer fra Wikidata hvor navnet endnu ikke findes på dansk.